# قصر تيسويت سيدي حمزة
قصر تيسويت سيدي حمزة هو قصرٌ (قريةٌ محصنة) في المغرب، يقعُ في منطقة جهة درعة تافيلالت.  تبلغ مساحته 0.24 هكتار.